# Анье (перевал)
Анье (фр. Col d'Agnes) – горный перевал во французских Пиренеях (департамент Арьеж), расположенный между коммунами Олю-ле-Бен на западе, Масса на севере и Викдессо на востоке. Высота вершины – 1570 м.

## Детали подъёма
Начиная из Олю-ле-Бена, подъём на перевал составляет 10.2 км с перепадом высот 826 м, средним градиентом 8,1% и максимальным – 10,6%.
Из Массы подъём гораздо длиннее – 17.6 км, но средний градиент меньший и составляет 5,2%, максимальный – 10,5%. Перепад высот при восхождении с этой стороны – 921 м. Примерно за 4 км до вершины присутствует пересечение с подъёмом к соседнему перевалу Пор-дю-Лес.

## Тур де Франс
Впервые в шоссейном велоспорте подъём на перевал Анье был использован на Тур де Франс в 1998 году. С того времени, перевал еще четыре раза входил в маршрут этапов французского гранд-тура. Последний раз он пересекался на 13-м этапе Тур де Франс 2017. Первым на вершину тогда заехал испанский велогонщик Альберто Контадор из команды Trek-Segafredo
| Год  | Этап | Категория | Старт                 | Финиш        | Первый на вершине       |
| ---- | ---- | --------- | --------------------- | ------------ | ----------------------- |
| 2017 | 13   | 1         | Сен-Жирон             | Фуа          | Альберто Контадор (ESP) |
| 2011 | 14   | 1         | Сен-Годенс            | Плато де Бей | Сильвен Шаванель (FRA)  |
| 2009 | 8    | 1         | Андорра-ла-Велья      | Сен-Жирон    | Микель Астарлоза (ESP)  |
| 2004 | 13   | 1         | Ланмезан              | Плато де Бей | Микаэль Расмуссен (DEN) |
| 1995 | 14   | 3         | Сент-Оренс-де-Гамвиль | Гузе-Нейж    | Марко Пантани (ITA)     |
| 1994 | 14   | 1         | Бланьяк               | Гузе-Нейж    | Роберт Миллар (GBR)     |